# Johann David Goldhorn
Johann David Goldhorn (auch Johannes David Goldhorn; * 12. September 1774 in Püchau; † 23. Oktober 1836 in Leipzig) war ein deutscher lutherischer Theologe und Hochschullehrer.

## Leben
Goldhorn war Sohn des Händlers Johann David Goldhorn. Früh war bereits durch die Eltern vorgesehen, dass er Geistlicher werden solle. Er erhielt daher ausnahmsweise bereits in der Dorfschule den ersten Lateinunterricht. 1784 wechselte er an die Stadtschule von Wurzen. Um die notwendige Vorbildung für eine Universität zu erhalten, wurde er 1787 an der Fürstenschule Grimma aufgenommen. Nach Abschluss als bester seines Jahrgangs nahm er ein Studium der Theologie an der Universität Leipzig auf, an der er 1796 die Magisterwürde erhielt. 1797 bestand er das theologische Kandidatenexamen. 1798 wurde er Katechet an der Peterskirche in Leipzig, ab 1803 Samstagsprediger an der Nikolaikirche.
Goldhorn bereitete zunächst seinen Weggang nach Langensalza vor, erhielt jedoch kurz zuvor, 1804, eine Anstellung als ordentlicher Lehrer der Religion an der Leipziger Bürgerschule. Ab 1805 war er kurzzeitig Pastor in Leutsch. 1808 kam er an die Thomaskirche in Leipzig, zunächst als Subdiakon. Dort stieg er 1812 zum Diakon und 1816 zum Archidiakon auf. An der Leipziger Universität wirkte er zudem ab 1814 als Dozent. Auch wurde er an ihr 1817 mit der Dissertation De institutione apostolorum, praecepta recte agendi a Jesu saepenumero repetente zum Dr. theol. promoviert. Über sein ganzes weiteres Leben führte er nun akademische und kirchliche Ämter nebeneinander aus.
Goldhorn wurde 1819 zum ordentlichen Professor der Theologie an der Leipziger Universität ernannt. 1833 wurde er außerdem Mitglied der theologischen Prüfungskommission und 1834 wurde ihm die Stelle des Pastors der Nikolaikirche übertragen, was zu dieser Zeit dem zweithöchsten geistlichen Amt entsprach.
Goldhorn arbeitete am Magazin für Prediger von Heinrich Gottlieb Tzschirner und Johann Friedrich Röhr mit und gehörte zu den Redakteuren des Journal für Prediger.
Sein Sohn Heinrich Goldhorn (1810–1874) wurde Bibliothekar an der Universitätsbibliothek in Leipzig.

## Werke (Auswahl)
- Erfahrungen eines jungen Landpredigers, Hamburg 1799.
- Exkurse zum Buche Jonas: ein Beitrag zur Beurtheilung der neuesten Erklärungen dieses Propheten und der Berufungen auf ihn im Neuen Testamente, Junius, Leipzig 1803.
- (Hrsg.): Opuscula academica ad N. T. interpretationem grammatico-historicam et theologiae christianae origines pertinentia von Karl August Gottlieb Keil, Barth, Leipzig 1821.
- (Hrsg.): Predigten, gehalten von Heinrich Gottlieb Tzschirner , 4 Bände, Hinrichs, Leipzig 1828–1929.
- Predigten und Kasualreden, herausgegeben von Robert Otto Gilbert, 3 Bände, Leipzig 1838–1840.